# 211 Isolda
A 211 Isolda a Naprendszer kisbolygóövében található aszteroida. Johann Palisa fedezte fel 1879. december 10-én.